# Chant XI de l'Énéide
Le Livre XI de l’Énéide de Virgile est le chant de la trêve et les revers des combats.

## Trêve et hésitations
Après avoir remercié les dieux de l’avoir aidé à remporter cette bataille, Énée prononce un hommage funèbre à Pallas et décide de rendre la dépouille à son père Évandre.
À la porte du camp, Énée rencontre une délégation des Latins venus lui demander la faveur de récupérer leurs morts pour leur faire une sépulture. Il la leur accorde sans réserve (« Armés je les vainquis, immolés je les pleure. ») et explique du même souffle qu'il n'a jamais voulu et ne veut toujours pas de cette guerre, et que c'est Turnus qui la souhaite. Drancès, ambassadeur des Latins, prend alors la parole, touché par la grandeur d'Énée, et tente de convaincre les siens qu'il est temps de mettre fin au conflit (« Que Turnus à son gré cherche ailleurs du secours. ») et pour les deux peuples (Latins et Troyens) de coexister en paix.
Pendant ce temps, Évandre reçoit avec douleur la dépouille de son fils. Sans faire de reproches à Énée, fataliste devant la volonté divine, il fait le souhait que Turnus paie pour son crime. De nombreux bûchers sont allumés, du côté troyen comme du côté latin.
Du côté des Latins, les ambassadeurs envoyés auprès de Diomède pour solliciter son appui dans la guerre contre les Troyens viennent annoncer le refus de ce dernier. Diomède ne veut plus avoir à subir la colère de Vénus, qui a suscité une passion pour un autre dans le cœur de la reine Ægialé : devenu roi par son mariage, Diomède a quitté la Grèce dès son retour de Troie. Latinus propose de faire la paix, appuyé par Drancès, et Turnus est accusé de lâcheté, parce qu’il a fui la bataille en regagnant son navire. Pour sa défense, Turnus, piqué dans son orgueil, rappelle la mort de Pallas entre autres faits d'armes, reprochant à Drancès de n'être bon qu'en paroles :

« Oui, vous êtes, Drancès, fécond en beaux discours;
Il faut que j'en convienne; et l'on vous voit toujours,
Tranquille harangueur au sein de nos murailles,
Le premier au conseil, le dernier aux batailles; [...]. »

— Traduction Jacques Delille
Pendant que les Latins débattent, l'armée troyenne, menaçante, s'avance. Turnus part les affronter avec ses alliés. 

### Épisodes féminins
Alors que Turnus décide de reprendre la tête des opérations, la reine Amata et ses partisanes se réfugient dans le temple de Minerve afin de  prier pour la défaite d’Énée. Camille, reine des Volsques, offre son aide à Turnus, lui proposant d’attaquer Énée pendant que Turnus défendra la ville. Turnus préfère suivre un autre plan, et demande à Camille de s’occuper de la cavalerie troyenne, tandis que lui-même tendra une embuscade à l’infanterie ennemie dans un terrain escarpé. 

### La charge des cavaleries
La cavalerie rutule, arrivée à proximité de la cavalerie troyenne, décide de passer à l’attaque. Plusieurs assauts ont lieu, tous très violents, sans que l’un des deux camps ne puisse prendre l’avantage. La fougue du combat est à son sommet lors de la troisième charge, lorsque l’attention de Camille est attirée par les belles armes d’un prêtre troyen, Chlorée, qu’elle charge pour s’emparer de ses biens, armes et vêtements. Arruns, un allié d’Énée qui est à l’affût depuis quelque temps, profite de l’aveuglement de Camille pour l’or du prêtre, et la transperce d’un coup de javelot, prêt à renoncer à toute autre gloire s'il parvient à faire mourir Camille dans une prière qu'il fait à Apollon. Apollon entend sa prière, et lui accorde de vaincre Camille qui, mortellement blessée, décide de se replier, et meurt peu après dans les bras d’Acca, sa compagne. L’annonce de sa mort excite autant les Latins que les Troyens. La déesse Diane, soucieuse de venger sa favorite, charge une nymphe thrace de sa suite, Opis, de tuer Arruns, qui meurt transpercé d’une des flèches d’Opis. La fougue des guerriers, stoppée par l’événement, retrouve son apogée d’avant la mort de la reine. Les Latins et leurs alliés sont finalement vaincus, ils se retirent en désordre vers leur ville ; ceux qui n’ont pas pu s’y réfugier avant que les portes ne se referment sont impitoyablement massacrés par les Troyens. Turnus, toujours en embuscade, est prévenu par Acca de la situation, et parvient, à la faveur de la nuit tombante, à rentrer en ville. Ce soir-là, chaque soldat s'affaire à fortifier l’enceinte des camps, installés devant la ville.